# ألبرت فاندام
ألبرت فاندام مواليد 1 ديسمبر 1940 في بلجيكا، هو دراج بلجيكي سابق.

## روابط خارجية
- ألبرت فاندام على موقع أرشيف الدراجات (الإنجليزية)
- ألبرت فاندام على موقع إحصائيات الدراجات الإحترافية (الإنجليزية)
- ألبرت فاندام على موقع CycleBase (الإنجليزية)